# زندقة

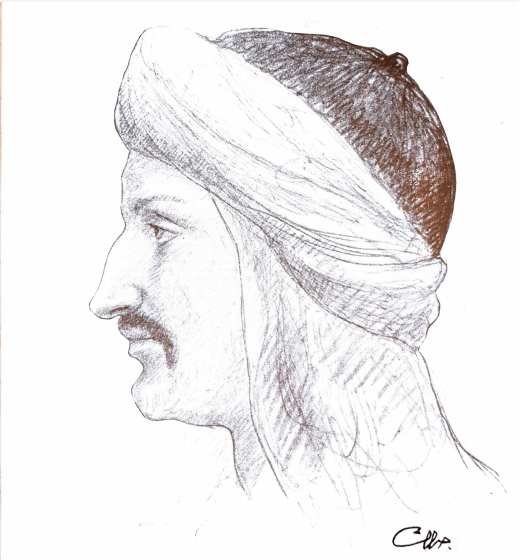
رسم تخيلي لعبد الله بن المقفع، الذي كان مجوسيًا ثم اعتنق الإسلام، وقُتل بتهمة الزندقة.

الزندقة مصطلح استخدم في الثقافة الإسلامية، أُطلق على من يظهر الإسلام، ويبطن الكفر. برز مصطلح الزندقة بقوة في العصر العباسي، لا سيما في عهد المهدي والرشيد، كان أبرز من وُصموا بالزندقة، عبد الله بن المقفع وابن الراوندي وأبو عيسى الوراق.

## تطور المصطلح

### الأصل اللغوي
وكلمة زنديق اشتقها العرب من كلمة زندو بالفارسية الدالة على كتاب الفرس المقدَّس الذي ألفه ماني بن فاتك الحكيم الذي يقال له بالفارسية: الزندوفستا.

### الاصطلاح
يعتقد أنها أطلقت تاريخياً لأول مرة من قبل المسلمين لوصف أتباع الديانات المانوية أو الوثنية والدجالين ومدعي النبوة والذين يعتقدون بوجود قوتين أزليتين في العالم وهما النور والظلام ولكن المصطلح بدأ يطلق تدريجيا على الملحدين وأصحاب البدع ويطلق بعضهم على كل من يحيا ما اعتبره المسلمون حياة المجون من الشعراء والكتاب واستعمل البعض تسمية زنديق لكل من خالف مبادئ الإسلام الأساسية. وقد يستخدم في سياقات على من لا يؤمن بالله وبالآخرة. استعمل آخرون الزنديق بمعنى المنافق، منهم ابن تيمية الذي عرفه بأنه «المنافق، الذي يظهر الإسلام ويبطن الكفر» ويعرف البعض الآخر الزندقة كصفة فارسية معناها متتبع الزند أي الشروح القديمة للأفستا وهو كتاب زرادشت مؤسس الديانة الزرادشتية

## الفرق بين الزندقة وأصناف الكفر الأخرى
في الاصطلاح الشرعي، يُعرف الزنديق بأنه من يظهر الإسلام ويُبطن الكفر والبدع أكثر شدة من المنافق، وهو عنوان لمن يقرّ بالنبوة ظاهريًّا ويحتفظ في قلبه بمواقف معارضة لشريعة الإسلام أو يحمل آراءً هدامة، أمّا المنافق فهو من يظهر الإسلام قولًا وعملاً ويخالف ذلك في السر، بإظهار الخير وإبطان الشر في قلبه، ويعدّ نفاقه من كبائر الذنوب وأكثرها مخاطر على الإيمان. والكافر في الاصطلاح هو من ينكر وحدانية الله أو النبيّة أو أحد أركان الإيمان جحودًا أو إعراضًا، ويُحسب خارجًا عن ملة الإسلام ويخضع لأحكام الجهاد والحدود بحسب الشرع، أمّا الملحد فهو أخصّ من الكافر؛ إذ ينكر وجود الله وألوهيته أصلًا، فيمتنع عنه أي شكل من أشكال العبادة أو الاعتراف بالربوبية، ويُعدّ أبعد في درجات الكفر لمجرد إنكاره أصل خالق الكون.

## أعلام من الزنادقة
استنادا إلى كتاب الفهرست لابن النديم فإن من أنواع الزنادقة، طائفة المانويون الذين كانوا يؤمنون بالمانوية إيمانا صادقا وطائفة المتكلمين ويقصد بهم المشككين الذين كانوا يخوضون المناقشات الدينية ومنهم صالح بن عبد القدوس وأبو عيسى الوراق ونعمان بن أبي العوجا وطائفة الأدباء ومنهم بشار بن برد.
ولبشار بن برد قصيدة مشهورة يجعل تعريف الزندقة قريبا من الزرادشتية يقول فيها
وله قصيدة أخرى وفيها يظهر الزندقة مطابقا للنفاق ويقول فيها
كان الزنادقة واستنادا إلى كتاب تاريخ الإلحاد في الإسلام لعبد الرحمن بدوي يتواجدون في أماكن عديدة مثل بغداد وحلب ومكة والبصرة والكوفة وكان أشهر ما يوجه اليهم من التهم هو ترك الفرائض الإسلامية مثل الصوم والصلاة والحج أو الادعاء بانهم يستطيعون كتابة نصوصٍ أحسن من القرآن.

### ابن الراوندي
يعتبر أبو الحسن أحمد بن يحيى بن إسحاق الراوندي والمشهور بابن الراوندي من الشخصيات المثيرة والجريئة والذي مر بمراحل عقائدية مختلفة بدءا من موطنه، قرية راوند الواقعة في إيران وطلبه العلم في مدينة الري وتأليفه لكتابي «الابتداء والإعادة» و«الأسماء والأحكام» اللذان كانا يمثلان فترة الإيمان الإسلامي العميق لابن الراوندي ولكنه سرعان مابدأ رحلته في التشكيك في عقيدة التوحيد وفي يوم المعاد وفي العدل وصفات الله والانتقادات الموجهة إلى الشريعة الإسلامية والفرائض وإنكار وجود الله وأزلية العالم وهناك جدل حول عمره عند وفاته حيث تشير بعض المصادر إنه كان يبلغ 36 أو 40 عاما عند وفاته في حين تشير مصادر أخرى إنه بلغ 80 سنة من العمر.
قام ابن الراوندي بتأليف كتاب «التاج» وكتاب «عبث الحكمة» الذي طعن فيه على مذهب التوحيد وتحدث عن الوثنية، وكتاب «الدامق» الذي عارض فيه القرآن، وكتاب «الفرند» الذي انتقد فيه بعث الرسل ورسالة الأنبياء، وكتاب «الطبايع» وكتاب «الزمرد» وكتاب «الإمامة». التي يطعن فيه على المهاجرين والأنصار باختيارهم الخليفة بعد الرسول ويزعم حسب تعبيره «أن النبي محمد استخلف عليهم رجلاً بعينه (ويعني علي بن أبي طالب)، وأمرهم أن يقدموه، ولا يتقدموا عليه، وأن يطيعوه ولا يعصوه، فأجمعوا جميعاً إلا نفراً يسيراً، خمسة أو ستة، على أن يزيلوا ذلك الرجل عن الموضع الذي وضعه في رسول الله استخفافاً منهم بأمر رسول الله، وتعهداً منهم لمعصيته»
ويمكن تلخيص بعض من آراء ابن الراوندي بما يلي:
- ليس بواجب على الله أن يرسل الرسل أو يبعث أحداً من خلقه ليكون نبيه ويرشد الناس إلى الصواب والرشد، لأن في قدرة الله وعلمه أن يجعل الإنسان يرقى ويمضي إلى رشده وصلاحه بطبعه.
- إن تصورات الإنسان عن الخالق والمبدأ محاطة بالأوهام والأساطير، لأن فكر الإنسان يعجز عن إدراك الخالق أو معرفة أوصافه.
- أن سر الموت لا سبيل إلى معرفته، فالإنسان منذ ما خلق وهو يبحث عن سر الموت لكي يحول دون وقوعه، فأخفق حتى الآن في هذا السعي، وقد لا يوفق في الاهتداء إلى سره إلى الأبد والناس جميعاً لا يعلمون كيف يموتون، ولو جرب الإنسان الموت ما أدركه أو عرفه حق المعرفة، وإن معاينة موت الآخرين لا تعلم الإنسان شيئاً عن أسرار الموت.
- كون «الإنسان عاجزاً عن إقناع نفسه بأنه سيموت، وبأنه سينعدم من هذا الوجود، فلدى الإنسان شعور بأنه لن يموت أبداً، وأنه حين يثوي في قبره سيعيش ويبقى حياً، وإن يكن ذلك بطريقة أخرى وبنشأة تختلف عما كان عليه في هذه الدنيا»
- ان الملائكة الذين انزلهم الله يوم معركة بدر كانوا «مفلولي الشوكة وقليلي البطش» فلم يقتلوا أكثر من 70 رجلا ولم ينزل أي ملاك يوم معركة أحد عندما «توارى النبي بين القتلى فزعا»
- الطواف حول الكعبة لايختلف عن الطواف عن غيره من البيوت

### ابن المقفع
ولد عبد الله بن المبارك الملقب بابن المقفع في عام 106 للهجرة في خرسان وكان مطلعا على الثقافة الفارسية والهندية واليونانية، بالإضافة إلى فصاحة بيانه العربي. يعتبر كتاب «كليلة ودمنة» من أهم وأشهر كتب ابن المقفع. يعتقد البعض إن تهمة الزندقة وجهت إليه كجزء من الخلافات السياسية داخل الأسرة العباسية ولكن البعض الآخر يرى في بعض من كتاباته وبالأخص في باب برزويه من كتاب كليلة ودمنة مؤشرات على الإلحاد حيث يقول «وجدت الأديان والملل كثيرة من أقوام ورثوها عن آبائهم وآخرين مكرهين عليها وآخرون يبتغون بها الدنيا ومنزلتها، فرأيت أن أواظب علماء كل ملة لعلي أعرف بذلك الحق من الباطل ففعلت ذلك وسألت ونظرت فلم أجد من أولئك أحدا إلا يزيد في مدح دينه وذم دين من خالفه ولم أجد عند أحد منهم عدلا وصدقا يعرفها ذو العقل ويرضى بها»
استنادا إلى كتاب «المعلمين» للجاحظ الذي يصف ابن المقفع كالتالي «قد يكون الرجل يحسن الصنف والصنفين من العلم فيظن بنفسه عند ذلك كالذي اعترى الخليل بن أحمد بعد إحسانه في النحو والعروض إن إدعى العلم بالكلام وأوزان الأغاني فخرج من الجهل إلى مقدار لايبلغه إلا بخذلان الله تعالى». يوجد في كتاب التوحيد لابن بابويه القمي رواية منسوبة إلى ابن المقفع مفاده أنه قال يوما إن الذين يطوفون حول الكعبة هم «رعاع وبهائم».

## أحكام الإسلام في الزنادقة
- قال الشافعي: «يستتاب الزنديق كما يستتاب المرتد».[6]
- قال الخطابي: «وذهب مالك بن أنس إلى أن توبة الزنديق لا تقبل ويحكى ذلك أيضاً عن أحمد بن حنبل، وفي قوله لو منعوني عناقا كانوا يؤدونه إلى رسول الله صلى الله عليه وسلم دليل على وجوب الصدقة في السخال والفصلان والعجاجيل وأن واحدة منها تجزي عن الواجب في الأربعين منها إذا كانت كلها صغاراً ولا يكلف صاحبها مسنة».[7]
- قال ابن بطال: «واختلفوا في الزنديق هل يستتاب؟ فقال مالك والليث وأحمد وإسحاق: يقتل ولا تقبل توبته. قال مالك: والزنادقة: ما كان عليه المنافقون من إظهار الإيمان وستر الكفر»[8]
- قال ابن عبد البر: «وقد أجمعوا أن الزنديق إذا أظهر الزندقة يستتاب كغير الزنديق»[9]

## ديوان الزنادقة
أنشأ الخليفة العباسي المهدي ديوان الزنادقة سنة 161هـ بهدف ملاحقة من يُظهرون الإسلام ويبطنون الزندقة، وتُعطي أغلب المصادر تاريخاً متأخراً لتشكيل ديوان الزنادقة وهو سنة 167هـ عند الطبري. يقول الطبري في حوادث سنة 167: «وفيها جد المهدي في طلب الزنادقة، والبحث عنهم في الآفاق وقتلهم، وولى أمرهم «عمر الكلواذي».